# Bundesausgleichsamt
Das Bundesausgleichsamt (BAA) ist eine selbständige Bundesoberbehörde im Geschäftsbereich des Bundesministeriums des Innern. Dem Bundesausgleichsamt obliegen die Aufgaben zur Durchführung des Lastenausgleiches. Weitere Aufgaben betreffen vor allem den Haushaltsbereich, da das Bundesausgleichsamt auch nach der Auflösung des Ausgleichsfonds Ende 2004 in die finanzielle Abwicklung des Lastenausgleichs eingebunden bleibt. Seit dem 13. März 2008 besteht mit dem Bundesamt für zentrale Dienste und offene Vermögensfragen (BADV) eine Verwaltungsgemeinschaft. Das BADV nimmt die Aufgaben der Inneren Verwaltung des BAA wahr. Der Präsident des BADV, Florian Scheurle, ist in Personalunion auch Präsident des BAA. Der Dienstsitz des BAA ist in Bad Homburg vor der Höhe (Hessen); ein weiterer Standort befindet sich in Berlin-Weißensee.

## Aufgabe und Entwicklung
Die historische Entwicklung hat die Schwerpunkte des Lastenausgleichs ständig verändert und im Zuge der Wiedervereinigung und der Beendigung des Ost-West-Konflikts geradezu umgekehrt. Ging es ursprünglich vorrangig darum, nach dem Zweiten Weltkrieg die große Masse der nach Westdeutschland gelangten Vertriebenen zu integrieren, diktierte danach die politische Entwicklung immer wieder neue Schwerpunkte. Inzwischen liegt er in der Rückforderung des Lastenausgleichs bei Schadensausgleich. Betroffen hiervon sind in erster Linie Inhaber von Vermögenswerten in den neuen Bundesländern, in weit geringerer Zahl auch außerhalb Deutschlands (zum Beispiel in Polen und Rumänien), die jetzt wieder über ihr im Lastenausgleich entschädigtes Vermögen frei verfügen können.
Für die Einzelfallbearbeitung sind die örtlichen Ausgleichsämter der alten Bundesländer im Rahmen der Bundesauftragsverwaltung zuständig, die Fachaufsicht üben die elf Landesausgleichsämter aus. Oberste Fachaufsichtsbehörde ist das Bundesausgleichsamt.
In einem speziellen Bereich, nämlich der Bestimmung der Höhe des Schadensausgleichs an Kapitalgesellschaften und Familienstiftungen, erlässt das Bundesausgleichsamt selbst Verwaltungsakte. Ähnliche Aufgabenzuwächse erfuhr es durch die Betreuung der Kriegsschadenrente ab 2006 und ab 2010 durch die Übernahme neu bekannt werdender Rückforderungsfälle.
Bis zum 31. Dezember 2016 war das Bundesausgleichsamt im Geschäftsbereich des Bundesministeriums der Finanzen angesiedelt.

## Aufbau der Ausgleichsverwaltung
Die Ausgleichsverwaltung ist dreistufig aufgebaut. An ihrer Spitze steht das Bundesausgleichsamt, ihm sind zur Durchführung des Lastenausgleichs die Rechte der Bundesregierung und der obersten Bundesbehörden nach Art. 85 GG gemäß Art. 120 a GG, § 319 Abs. 2 Lastenausgleichsgesetz (LAG) übertragen. Auf der Länderebene bestehen in den alten Bundesländern elf Landesausgleichsämter als Teile der Länderministerien. Dem Bundesausgleichsamt und den Landesausgleichsämtern nachgeordnet sind die Ausgleichsämter als Teile der Stadt- und Landkreisverwaltungen. Alle Dienststellen der Ausgleichsverwaltung unterstehen der Fachaufsicht des Bundesausgleichsamtes.

## Dienstsitz
Dienstsitz der Behörde war 1952 bis 1998 das ehemalige Sanatorium Dr. Goldschmidt in Bad Homburg. 1998 zog die Bad Homburger Dienststelle in das Gebäude Saalburgstraße 155–157.